# إيرل هوارد (لاعب كرة قاعدة)
إيرل هوارد (بالإنجليزية: Earl Howard)‏ هو لاعب كرة قاعدة أمريكي، ولد في 25 يونيو 1896 في Everett, Pennsylvania ‏ في الولايات المتحدة، وتوفي بنفس المكان في 4 أبريل 1937.

## وصلات خارجية
- إيرل هوارد على موقعبيزبول رفرنس.كوم (الدوري الرئيسي) (الإنجليزية)
- إيرل هوارد على موقعبيزبول رفرنس.كوم (الدوري الثانوي) (الإنجليزية)